# Fort Vancouver
Fort Vancouver è stato un avamposto britannico lungo il fiume Columbia che serviva come quartier generale della Compagnia della Baia di Hudson nel distretto di Columbia che all'epoca copriva anche l'Oregon Country. Chiamato così in onore di George Vancouver, il forte era situato nelle vicinanze dell'attuale città di Portland. L'avamposto venne costruito nel 1824, nell'ordine di proteggere gli interessi della Compagnia della Baia di Hudson nel commercio delle pellicce.

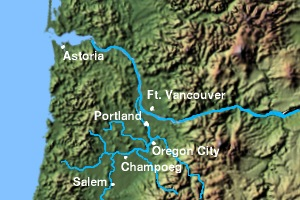
Localizzazione di Fort Vancouver